# Samir Bannout
Samir Hassan Bannout (ur. 7 listopada 1955) – amerykański zawodowy kulturysta libańskiego pochodzenia, zdobywca tytułu Mr. Olympia w 1983 roku.

## Życiorys
Urodził się w Bejrucie, gdzie rozpoczął pierwsze treningi siłowe, za swojego idola mając Arnolda Schwarzeneggera. Dzięki doskonałym warunkom anatomicznym i genetycznym, w krótkim czasie awansował do czołówki zawodników swojego kraju, a następnie Bliskiego Wschodu. W targanej konfliktami tej części świata nie miał szans na dalszy rozwój w mało znanej i wyobcowanej w świecie arabskim dyscyplinie. Dlatego też, po zwycięstwie w mistrzostwach świata amatorów IFBB w 1979 roku, które odbywały się na terenie USA (w Columbus) zdecydował się pozostać w Stanach. Osiadł w Santa Monica w Kalifornii i bardzo szybko awansował do światowej czołówki kulturystów zawodowych – w 1980 zajął przedostatnie, XV miejsce na Mr. Olympia, w 1981 był dziewiąty, a w 1982 czwarty. Jednak rok później w Monachium był już absolutnym mistrzem. W 1984 roku zajął w tym konkursie finałowe VI miejsce, jednak w tym samym roku został przez władze IFBB zawieszony w prawach do startu na okres 3 lat za udział w mistrzostwach świata konkurencyjnej federacji WABBA. W następnych latach jeszcze kilkakrotnie startował na Mr. Olympia, jednak nigdy nie był w stanie uplasować się w finałowej szóstce. W 1990 roku na prestiżowych zawodach Arnold Classic został zdyskwalifikowany po wykryciu w jego organizmie niedozwolonych środków farmakologicznych (Drostanolon). Karierę zawodnika zakończył oficjalnie w 1996 roku. Obecnie mieszka w Los Angeles.
W okresie szczytowej formy przy wzroście 174 cm. ważył 88–97 kg, obwód jego ramienia wynosił 51 cm, a klatki piersiowej 132 cm.

## Osiągnięcia w kulturystyce (wybór)
- 1974 Mr. Universe – VII
- 1977 Mr. International – II
- 1978 Mr. International – II
- 1979 Mistrzostwa świata Amatorów – I
- 1980 Night of Champions – X
- 1981 Night of Champions – X
- 1981 Mr. Olympia – IX
- 1982 Mr. Olympia – IV
- 1983 Mr. Olympia – I
- 1984 Mr. Olympia – VI
- 1985 WABBA World Championship – I
- 1986 WABBA World Championship – I
- 1988 Mr. Olympia – VIII
- 1989 Arnold Schwarzenegger Classic – IV
- 1989 Mr. Olympia – IX
- 1990 Mr. Olympia – VIII
- 1990 NABBA World Championships Professional – II
- 1992 Mr. Olympia – XVI
- 1993 Arnold Schwarzenegger Classic – XIII
- 1994 Mr. Olympia – XIX
- 1996 Masters Mr. Olympia – VI

## Życie osobiste
Żona – Randa. Dwie córki: Maria Lourdes i Angela Samira.